# Tuareg/Mr. G's Promises
Tuareg/Mr. G's Promises este un disc single scos de formația Transsylvania Phoenix, mai precis de către Nicu Covaci și Josef Kappl, în anul 1988, în Germania de Vest.

## Prezentare
Instrumentele de pe acest material discografic, în afară de chitara lui Covaci și basul lui Kappl, au fost sintetizate electronic. Prima piesă a fost reluată mai târziu, pe albumul În umbra marelui urs (2000), sub numele de „Afganistan”, având o nouă interpretare și orchestrație, iar a doua piesă, pe discul single Ciocîrlia/Perestroika (1990). „Mr. G” din titlul melodiei „Mr. G's Promises” se referă la Mihail Gorbaciov, conducătorul Uniunii Sovietice în perioada 1985–1991. Materialul acestui disc single a fost remasterizat și editat pe suport compact disc în anul 2019, pe albumul de restituiri The 80s (unde cele două piese figurează cu titlurile lor originale: „Afghanistan” și „Perestroika”).

## Piese
Fața A:
1. Tuareg (Nicolae Covaci, Josef Kappl) 3:03

Fața B:
1. Mr. G's Promises (Nicolae Covaci) 3:23

Înregistrat și mixat la Blue Box Studio Hamburg-Bergedorf. Produs de Joschi Kappl – Kato Musicproduktion.

## Componența formației
- Nicolae Covaci – chitară electrică și acustică
- Josef Kappl – chitară bas, claviaturi, programări și sample-uri